# موسیقی در کویت

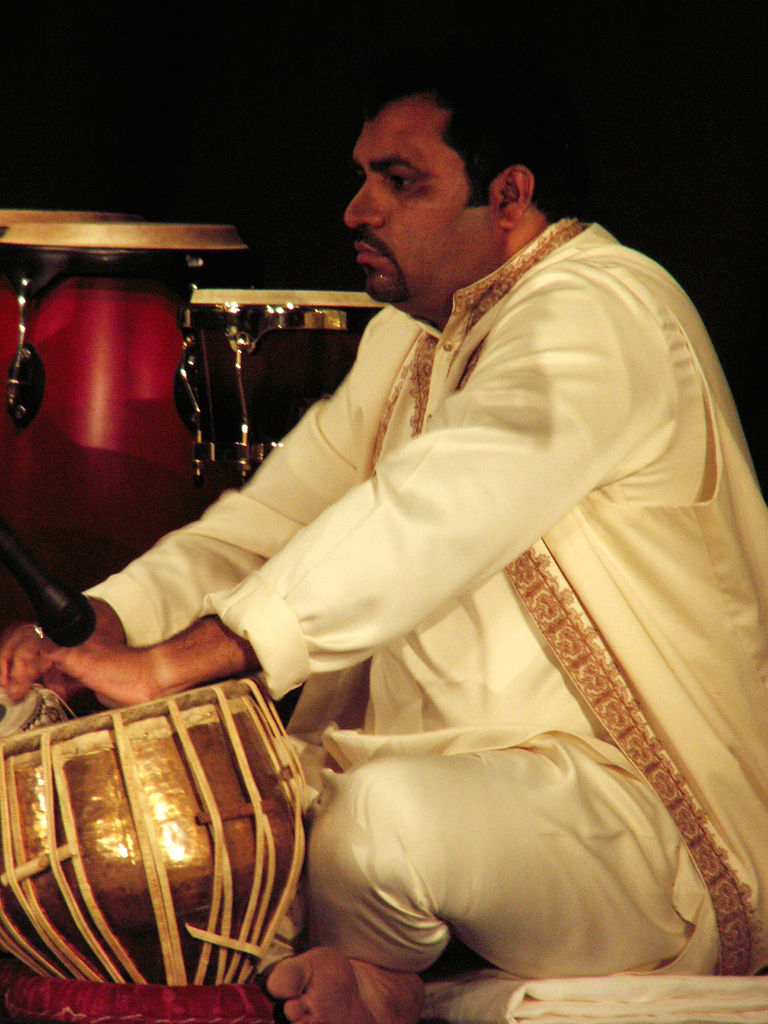
نوازنده طبل استاد منور خان در هشتمین جشنواره جهانیموسیقی در کویت

کویت به دلیل کاوش در اشکال مختلف و جدید موسیقی و رقص در جهان عرب شناخته می‌شود. کویت زادگاه انواع مختلف موسیقی مانند «صوت» است. کویت به‌طور گسترده مرکز موسیقی بومی عرب در خلیج فارس تلقی می‌شود. مرکز فرهنگی شیخ جابر آل احمد بزرگترین سالن اپرای خاورمیانه است.

## تاریخچه
کویت زادگاه انواع مختلف موسیقی عربی مانند «صوت» است. موسیقی بومی کویت از میراث دریانوردی این کشور گرفته شده‌است. پیش از کشف نفت، کویت به دلیل موسیقی خود در سطح منطقه شهرت داشت و ۲۰–۳۰٪ از کویتی‌ها موسیقی دان حرفه ای بودند. کویت به‌طور گسترده‌ای مرکز موسیقی بومی عربی خلیج فارس تلقی می‌شود. موسیقی بومی کویت تأثیر جهان وطنی بسیاری از فرهنگ‌های متنوع را منعکس می‌کند.
سنت دریانوردی کویت با ترانه‌هایی مانند " فجیری " شناخته می‌شود. "فجیری" موسیقی است که به‌طور آیینی توسط غواصان مروارید مرد اجرا می‌شود. این موسیقی شامل آواز، کف زدن، طبل و پایکوبی با کوزه‌های آب خاکی است. " لیوا " و " فن‌تنبوره " نوعی موسیقی است که بیشتر توسط کویتی‌ها اجرا شده و ریشه آفریقای شرقی دارد.
کویت پیشگام موسیقی معاصر عرب خلیجی بوده‌است. کویتی‌ها اولین هنرمندان عرب ضبط کننده تجاری در منطقه خلیج فارس بودند. اولین آهنگ ضبط شده کویتی شناخته شده بین سالهای ۱۹۱۲ و ۱۹۱۵ انجام شده‌است.
در دهه گذشته ایستگاه‌های تلویزیونی ماهواره ای، بسیاری از نوازندگان کویتی در کشورهای عربی به نام‌های مشهور تبدیل شده‌اند. موسیقی معاصر کویتی در سراسر جهان عرب محبوب است. نوال الکویتیه، نبیل شویل و عبدالله الروایش محبوب‌ترین اجراکنندگان معاصر هستند.

## خانه اپرا
مرکز فرهنگی شیخ جابر آل احمد شامل بزرگترین سالن اپرای خاورمیانه است. کویت جشنواره‌های مختلف موسیقی از جمله جشنواره موسیقی جهانی که به میزبانی شورای ملی فرهنگ، هنر و ادبیات (NCCAL) برگزار می‌شود، را برپا می‌دارد. در جشنواره سالانه موسیقی خلیج نوازندگان جهانی مشهور موسیقی جاز و نوازندگان بومی حضور دارند.

## تحصیلات
کویت چندین مؤسسه دانشگاهی دارد که در زمینه آموزش موسیقی در سطح دانشگاهی تخصص دارند. مؤسسه عالی هنرهای موسیقی توسط دولت تأسیس شد تا مدارک کارشناسی موسیقی ارائه دهد. علاوه بر این، کالج آموزش مقدماتی مدارک کارشناسی را در آموزش موسیقی ارائه می‌دهد. مؤسسه مطالعات موسیقی مدارکی معادل مدارس متوسطه ارائه می‌دهد.